# Wenezuela na Zimowych Igrzyskach Olimpijskich 2014
Wenezuela na Zimowych Igrzyskach Olimpijskich 2014 – występ reprezentacji Wenezueli na igrzyskach olimpijskich w Soczi w 2014 roku.
W kadrze znalazł się jeden zawodnik – Antonio Pardo, który wystąpił w narciarstwie alpejskim. Wystartował w jednej konkurencji – slalomie gigancie, jednak nie ukończył pierwszego przejazdu i nie został sklasyfikowany. Zawodnik pełnił rolę chorążego reprezentacji Wenezueli podczas ceremonii otwarcia i zamknięcia igrzysk. Reprezentacja Wenezueli weszła na stadion olimpijski jako 19. w kolejności, pomiędzy ekipami z Węgier i Wysp Dziewiczych Stanów Zjednoczonych.
Był to 4. start reprezentacji Wenezueli na zimowych igrzyskach olimpijskich i 23. start olimpijski, wliczając w to letnie występy.

## Skład reprezentacji

### Narciarstwo alpejskie
| Konkurencja            | Zawodnik      | Przejazd 1 | Przejazd 1 | Przejazd 2 | Przejazd 2 | Czas łączny | Miejsce |
| Konkurencja            | Zawodnik      | Czas       | Miejsce    | Czas       | Miejsce    | Czas łączny | Miejsce |
| ---------------------- | ------------- | ---------- | ---------- | ---------- | ---------- | ----------- | ------- |
| Slalom gigant mężczyzn | Antonio Pardo | DNF        | DNF        | DNS        | DNS        | DNF         | DNF1    |